# Jareschky (Browary)
Jareschky (ukrainisch Ярешки; russisch Ярешки Jareschki) ist ein Dorf in der ukrainischen Oblast Kiew mit etwa 800 Einwohnern (2001).
Das 1700 gegründete Dorf liegt am linken Ufer der Nedra, einem 61 km langen, linken Nebenfluss des Trubisch und an der Territorialstraße T–10–24 zwischen Beresan und Shuriwka.
Das ehemalige Rajonzentrum Baryschiwka befindet sich 30 km südwestlich und die Hauptstadt Kiew liegt etwa 95 km westlich von Jareschky.
Am 12. Juni 2020 wurde das Dorf ein Teil der neugegründeten Stadtgemeinde Beresan, bis dahin bildete es die gleichnamige Landratsgemeinde Jareschky (Ярешківська сільська рада/Jareschkiwska silska rada) im Osten des Rajons Baryschiwka.
Am 17. Juli 2020 kam es im Zuge einer großen Rajonsreform zum Anschluss des Rajonsgebietes an den Rajon Boryspil.

## Persönlichkeiten
Im Dorf der Dekabrist Jakow Maximowitsch Andrejewitsch (1801–1840) zur Welt.